# Lenka Krobotová
Lenka Krobotová est une actrice tchèque, née le 10 mars 1977 en Tchécoslovaquie.

## Filmographie
- 1991 : Wolfgang A. Mozart
- 1995 : O Sedivákovi (téléfilm) : Princesse Solei
- 1998 : Halt, or I'll Miss!
- 2001 : Nase deti (téléfilm) : l'assistante de Dási
- 2002 : Byla láska... (téléfilm) : la professeure
- 2002 : Útek do Budína : Alzbeta Nedbalova
- 2002 : The Shower (court métrage) : Dívka
- 2002 : Nevesta s velkýma nohama (téléfilm) : Alista
- 2003 : One Hand Can't Clap : la secrétaire
- 2003 : Sirup (téléfilm) : Marta
- 2004 : Lovers & Murderers
- 2005 : Redakce (série télévisée)
- 2005 : Doblba! : Tereza Muková
- 2005 : Restart : Sylva
- 2006 : O Sípkové Ruzence (téléfilm) : la Reine
- 2006 : Poslední sezona (série télévisée) : Zuzana
- 2006-2007 : Letiste (série télévisée) : Vladimíra Blatná (4 épisodes)
- 2007 : Operation Silver A (téléfilm) : Pavlasová
- 2007 : Countesses (série télévisée) : l'infirmière (5 épisodes)
- 2008 : BrainStorm (téléfilm) : l'infirmière
- 2008 : The Karamazov Brothers : Grushenka
- 2008 : The Good Neighborhood (série télévisée) (6 épisodes)
- 2008-2009 : Taco und Kaninchen (série télévisée) : Elfi Martens (2 épisodes)
- 2009 : Darkness : Lucie
- 2009 : Little Knights Tale : Královna
- 2010 : At zijí rytíri! (série télévisée) : Královna
- 2010 : Kriminálka Andel (série télévisée)
- 2010 : Príbehy obycejného sílenství (téléfilm)
- 2011 : Teremin (téléfilm) : Katerina Theremin
- 2011 : Setkání s hvezdou Jana Hlavácová (téléfilm) : Petra
- 2011 : Capek's Pockets (série télévisée) : Ema
- 2012 : Oldies But Goldies : Snacha
- 2012 : Setkání s hvezdou: Dagmar Havlová (téléfilm) : la journaliste
- 2012 : Lucky Loser (téléfilm) : Paní
- 2012 : Lost Gate (série télévisée) : l'employée de banque (2 épisodes)
- 2013 : Sanitka II (série télévisée) : Maráková
- 2013 : Delight
- 2014 : Skoda lásky (série télévisée) : Bára
- 2014 : Ctvrtá hvezda (série télévisée) : Tereza Votrubová (11 épisodes)
- 2014 : Nowhere in Moravia : Jaruna
- 2014 : The Life and Time of Judge A.K. (série télévisée) : Mgr. Korbelová (2 épisodes)
- 2014 : Innocent Lies (série télévisée) : Marie
- 2014 : Až po uši (série télévisée) : Markéta
- 2015 : Amanitas (court métrage) : Zuzana
- 2015 : Nafrnená (court métrage)
- 2015 : The Wish Fish (court métrage télévisé) : la mère
- 2015 : The Labyrinth (série télévisée) : Tereza Grossmannová (4 épisodes)
- 2016 : Doktor Martin (série télévisée) : Sylva
- 2016 : Kosmo (mini-série) : Dona Drobková
- 2017 : Spravedlnost (mini-série) : Kamila Kowalská (2 épisodes)
- 2017 : Zahradnictví: Rodinný prítel : Emilka
- 2017 : Zahradnictví: Dezertér : Emilka
- 2017 : The Quartette
- 2017 : Zahradnictví: Nápadník : Emilka
- 2018 : Dabing Street (série télévisée) : Iveta
- 2016-2018 : Ohnivý kuře (série télévisée) : Manka Slepicková (91 épisodes)
- 2018 : Zahradnictví (série télévisée) : Emilka (2 épisodes)
- 2018 : Vodník (mini-série)
- 2019 : Zkáza Dejvického divadla (mini-série) : Lenka Krobotová